# Guido Balsamo-Stella

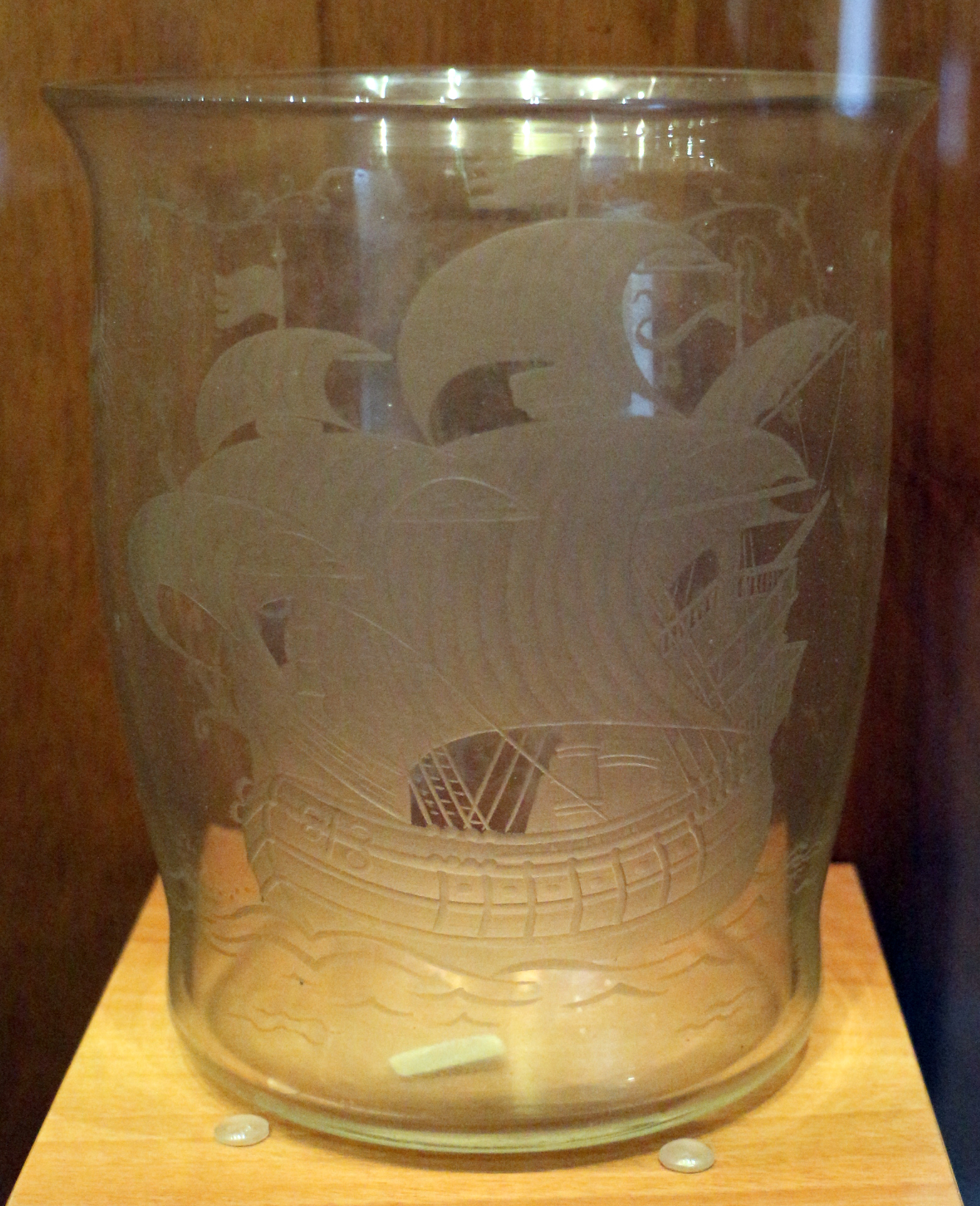
Vas skapad av Guido Balsamo-Stella 1927

Guido Balsamo-Stella, född 1882 i Turin, död 14 augusti 1941 i Asolo, Italien, var en italiensk målare, grafiker, skulptör och glaskonstnär.
Han var gift med Anna Åkerdahl. Den ytterst mångsidige Balsamo-Stella studerade vid Akademie der Bildenden Künste München och kom efter krigsutbrottet 1914 till Stockholm, där han studerade etsning för Axel Tallberg vid Konstakademiens etsningsskola. Efter kriget återvände han till Italien där han en längre tid tjänstgjorde som lärare vid konstakademien i Florens för att senare bli chef för den statliga konstindustriella skolan i Venedig. Hans arbetsområde var brett med bland annat glasformgivning, exlibris, monumentalmålningar, bibelillustrationer och skulpturer. Under sin tid i Sverige utförde han en serie bilder med masugnsutslag från hyttan i Nyhammars bruk och byggandet av Skurubron. Separat ställde han bland annat ut på Galleri Varia i Stockholm 1916 och i Dresden 1919. Han medverkade i Sveriges allmänna konstförenings Decemberutställning 1917 och samlingsutställningar arrangerade av Konstnärsringen och Stockholms konstförening. Balsamo-Stella är representerad vid bland annat Tekniska museet och Nationalmuseum i Stockholm.